# Footwork
Footwork – zespół Formuły 1, uczestniczący w niej w pierwszej połowie lat 90. Prezydent japońskiej firmy logistycznej Footwork Express Co, Ltd., Wataru Ohashi, w 1990 roku zaczął intensywnie inwestować w zespół Arrows. Umowa obejmowała między innymi wystawienie logo Footworka w widocznym miejscu. W 1991 roku zespół został oficjalnie przemianowany na Footwork i nawiązał umowę z Porsche, od którego miał otrzymywać silniki. Wyniki były jednak gorsze niż oczekiwano i po sześciu wyścigach Footwork zrezygnował z silników Porsche na rzecz jednostek Forda. Nie pozwoliło to jednak Michelemu Alboreto, Aleksowi Caffiemu czy Stefanowi Johanssonowi zdobyć jakichkolwiek punktów. Wyniki były złe i w drugiej części sezonu zespół musiał brać udział w prekwalifikacjach.
W 1992 roku zespół zmienił dostawcę silników na Mugen. Arrows zachował nazwę Footwork do momentu, gdy Ohashi wycofał swoje wsparcie finansowe przed sezonem 1996; po tamtym sezonie na powrót zmieniono nazwę na Arrows. W całym okresie istnienia zespołu Footwork kontrolę operacyjną zachowywał Jackie Oliver.

## Historia
Arrows został oficjalnie przemianowany na Footwork w roku 1991. Na początku sezonu wystawiono nadwozia A11C z silnikami Porsche. Gdy Michele Alboreto i Alex Caffi nie zdołali się zakwalifikować dp Grand Prix Brazylii, doszło do zmian wśród personelu: człowiekiem odpowiedzialnym za finanse został Alan Rees, a menadżerem zespołu został John Wickham. Następnie zaprezentowano model FA12, ale został on zniszczony w wyniku wypadku na zakręcie Tamburello na torze Imola. Alboreto doznał złamania stopy, która wymagała kilku szwów, a Caffi uszkodził drugi nowy samochód w Grand Prix Monako. Następnie Caffi został ranny w wypadku drogowym i został na kilka Grand Prix zastąpiony przez Stefana Johanssona. W czerwcu zespół zdecydował, że należy zastąpić silniki Porsche przygotowywanymi przez Hart Racing Engines jednostkami Cosworth DFR. W drugiej części sezonu zespół musiał się prekwalifikować, co wielokrotnie nie powodziło się. Mimo to zdołano otworzyć w Milton Keynes tunel aerodynamiczny w skali 1:2,5.
Na sezon 1992 Caffiego zastąpił Aguri Suzuki. Zapewniono sobie również silniki firmy Mugen. Zaprojektowany przez Alana Jenkinsa model FA13 był tradycyjnym, prostym samochodem. Alboreto zdołał punktować w trakcie sezonu czterokrotnie, dzięki czemu zespół zdobył 6 punktów i zajął siódme miejsce w klasyfikacji zespołów.
W sezonie 1993 w zespole nie jeździł Alboreto, a Derek Warwick. Ponadto zespół utrzymał Suzukiego i silniki Mugen. Wybudowano również nowy samochód, FA14. Był to jednak rozczarowujący dla zespołu sezon. Warwick zdobył 4 punkty, a zespół zajął dziewiąte miejsce w klasyfikacji zespołów.
Na sezon 1994 zespół stracił silniki Mugen i musiał wrócić do silników Forda. W charakterze kierowców zatrudniono Christiana Fittipaldiego i Gianniego Morbidellego. Samochód spisywał się jednak nadspodziewanie dobrze: Fittipaldi był czwarty w Grand Prix Pacyfiku i jechał na trzecim miejscu w Grand Prix Monako do momentu, gdy zepsuła mu się skrzynia biegów. Kolejne punkty zespół zdobył w Grand Prix Niemiec, które kierowcy Footworka ukończyli na miejscach 4–5. Z powodu dyskwalifikacji Michaela Schumachera po Grand Prix Belgii szóste miejsce zajął w tym wyścigu Morbidelli, "rekompensując" dyskwalifikację Fittipaldiego, któremu odebrano szóste miejsce w Grand Prix Kanady. Footwork z dziewięcioma punktami zajął więc 9. miejsce w klasyfikacji konstruktorów. Pod koniec roku Fittipaldi wycofał się z Formuły 1. Z zespołu odszedł również Wickham.

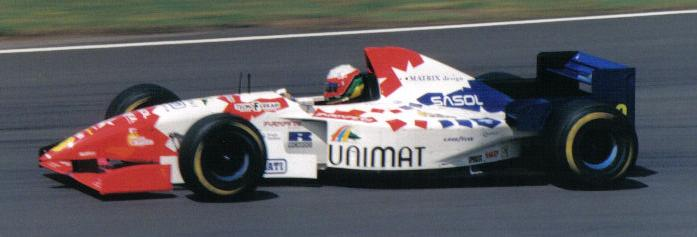
Footwork FA16

Sytuacja zespołu coraz bardziej się pogarszała. W tym celu zatrudniono japońskiego pay-drivera, Takiego Inoue. Silniki dostarczała firma Hart. W połowie sezonu było tak mało pieniędzy, że Morbidelli musiał zostać zastąpiony przez kolejnego pay-drivera, Maksa Papisa. Morbidelli wrócił na trzy ostatnie wyścigi i zajął trzecie miejsce w Grand Prix Australii. Ten rezultat oraz szóste miejsce w Grand Prix Kanady spowodowały, że Footwork zajął ósmą pozycję w klasyfikacji generalnej. Pod koniec roku Oliver i Rees przy wsparciu Schwabische Finanz & Unternehmensberatung AG wykupili udziały od Ohashiego.
W marcu 1996 roku Tom Walkinshaw wykupił od Reesa udziały w zespole. 40% udziałów w zespole należało zatem do Walkinshawa, 11% do Petera Darnbrougha, a 49% – do Olivera. W trakcie sezonu nazwa zespołu została zmieniona na TWR Arrows. Kierowcami zostali Jos Verstappen i Ricardo Rosset. Vestappen zdobył dla Footworka ostatni punkt, co miało miejsce w Grand Prix Argentyny.

## Wyniki
| Legenda oznaczeń w tabelach wyników Wyświetl szablon na nowej stronie | Legenda oznaczeń w tabelach wyników Wyświetl szablon na nowej stronie                                                                     |
| Oznaczenie                                                            | Wyjaśnienie |
| --------------------------------------------------------------------- | --- |
| Złoty                                                                 | Zwycięzca lub mistrzostwo |
| Srebrny                                                               | 2. miejsce lub wicemistrzostwo |
| Brązowy                                                               | 3. miejsce lub II wicemistrzostwo |
| Zielony                                                               | Ukończył, punktował (w klasyfikacji generalnej, gdy zdobył co najmniej jeden punkt na przestrzeni sezonu, poza trzema powyższymi opcjami) |
| Niebieski                                                             | Ukończył, nie punktował (w klasyfikacji generalnej, gdy nie zdobył co najmniej jednego punktu na przestrzeni sezonu)                      |
| Czerwony                                                              | Nie zakwalifikował się (NZ) |
| Czerwony                                                              | Nie prekwalifikował się (NPK) |
| Różowy                                                                | Nie ukończył (NU) |
| Różowy                                                                | Niesklasyfikowany (NS) (w klasyfikacji generalnej, gdy nie został sklasyfikowany w żadnym wyścigu sezonu)                                 |
| Czarny                                                                | Zdyskwalifikowany (DK) |
| Czarny                                                                | Wykluczony (WYK/EX) |
| Biały                                                                 | Nie wystartował (NW) |
| Biały                                                                 | Kontuzjowany (K/INJ) |
| Biały                                                                 | Wyścig odwołany (OD/C) |
| Bez koloru                                                            | Został wycofany (WYC/WD) |
| Bez koloru                                                            | Nie przybył (NP/DNA) |
| Bez koloru                                                            | Nie brał udziału w treningach (NT/DNP) |
| Bez koloru                                                            | Nie został zgłoszony (–) |
| Pogrubienie                                                           | Start z pole position |
| Kursywa                                                               | Najszybsze okrążenie wyścigu |
| †                                                                     | Nie ukończył, ale jego rezultat został zaliczony ze względu na przejechanie więcej niż 90% dystansu wyścigu.                              |
| *                                                                     | Sezon w trakcie |
| 1/2/3                                                                 | Punktowana pozycja w sprincie kwalifikacyjnym                                                                                             |
| Lista systemów punktacji Formuły 1                                    | |

| Sezon | Model      | Silnik                       | Kierowcy             | Wyniki w poszczególnianych eliminacjach | Wyniki w poszczególnianych eliminacjach | Wyniki w poszczególnianych eliminacjach | Wyniki w poszczególnianych eliminacjach | Wyniki w poszczególnianych eliminacjach | Wyniki w poszczególnianych eliminacjach | Wyniki w poszczególnianych eliminacjach | Wyniki w poszczególnianych eliminacjach | Wyniki w poszczególnianych eliminacjach | Wyniki w poszczególnianych eliminacjach | Wyniki w poszczególnianych eliminacjach | Wyniki w poszczególnianych eliminacjach | Wyniki w poszczególnianych eliminacjach | Wyniki w poszczególnianych eliminacjach | Wyniki w poszczególnianych eliminacjach | Wyniki w poszczególnianych eliminacjach | Wyniki w poszczególnianych eliminacjach | Wyniki konstruktora | Wyniki konstruktora |
| 1991  |            |                              |                      | Stany Zjednoczone                       | Brazylia                                | San Marino                              | Monako                                  | Kanada                                  | Meksyk                                  |                                         | Wielka Brytania                         | Niemcy                                  | Węgry                                   | Belgia                                  | Włochy                                  | Portugalia                              | Hiszpania                               | Japonia                                 | Australia                               |                                         | Pkt.                | Msc.                |
| ----- | ---------- | ---------------------------- | -------------------- | --------------------------------------- | --------------------------------------- | --------------------------------------- | --------------------------------------- | --------------------------------------- | --------------------------------------- | --------------------------------------- | --------------------------------------- | --------------------------------------- | --------------------------------------- | --------------------------------------- | --------------------------------------- | --------------------------------------- | --------------------------------------- | --------------------------------------- | --------------------------------------- | --------------------------------------- | ------------------- | ------------------- |
| 1991  | A11C FA12  | Porsche 3512 3.5 V12         | Michele Alboreto     | NU                                      | NZ                                      | NZ                                      | NU                                      | NU                                      | NU                                      |                                         |                                         |                                         |                                         |                                         |                                         |                                         |                                         |                                         |                                         |                                         | 0                   | NS                  |
| 1991  | A11C FA12  | Porsche 3512 3.5 V12         | Alex Caffi           | NZ                                      | NZ                                      | NZ                                      | NZ                                      |                                         |                                         |                                         |                                         |                                         |                                         |                                         |                                         |                                         |                                         |                                         |                                         |                                         | 0                   | NS                  |
| 1991  | A11C FA12  | Porsche 3512 3.5 V12         | Stefan Johansson     |                                         |                                         |                                         |                                         | NU                                      | NZ                                      |                                         |                                         |                                         |                                         |                                         |                                         |                                         |                                         |                                         |                                         |                                         | 0                   | NS                  |
| 1991  | FA12C      | Ford Cosworth DFR 3.5 V8     | Michele Alboreto     |                                         |                                         |                                         |                                         |                                         |                                         | NU                                      | NU                                      | NZ                                      | NZ                                      | NPK                                     | NZ                                      | 15                                      | NU                                      | NZ                                      | 13                                      |                                         | 0                   | NS                  |
| 1991  | FA12C      | Ford Cosworth DFR 3.5 V8     | Stefan Johansson     |                                         |                                         |                                         |                                         |                                         |                                         | NZ                                      | NZ                                      |                                         |                                         |                                         |                                         |                                         |                                         |                                         |                                         |                                         | 0                   | NS                  |
| 1991  | FA12C      | Ford Cosworth DFR 3.5 V8     | Alex Caffi           |                                         |                                         |                                         |                                         |                                         |                                         |                                         |                                         | NPK                                     | NPK                                     | NZ                                      | NPK                                     | NPK                                     | NPK                                     | 10                                      | 15                                      |                                         | 0                   | NS                  |
| 1992  |            |                              |                      | Południowa Afryka                       | Meksyk                                  | Brazylia                                | Hiszpania                               | San Marino                              | Monako                                  | Kanada                                  |                                         | Wielka Brytania                         | Niemcy                                  | Węgry                                   | Belgia                                  | Włochy                                  | Portugalia                              | Japonia                                 | Australia                               |                                         | Pkt.                | Msc.                |
| 1992  | FA13       | Mugen-Honda MF351-H 3.5 V10  | Michele Alboreto     | 10                                      | 13                                      | 6                                       | 5                                       | 5                                       | 7                                       | 7                                       | 7                                       | 7                                       | 9                                       | 7                                       | NU                                      | 7                                       | 6                                       | 15                                      | NU                                      |                                         | 6                   | 7                   |
| 1992  | FA13       | Mugen-Honda MF351-H 3.5 V10  | Aguri Suzuki         | 8                                       | NZ                                      | NU                                      | 7                                       | 10                                      | 11                                      | NZ                                      | NU                                      | 12                                      | NU                                      | NU                                      | 9                                       | NU                                      | 10                                      | 8                                       | 8                                       |                                         | 6                   | 7                   |
| 1993  |            |                              |                      | Południowa Afryka                       | Brazylia                                | Unia Europejska                         | San Marino                              | Hiszpania                               | Monako                                  | Kanada                                  |                                         | Wielka Brytania                         | Niemcy                                  | Węgry                                   | Belgia                                  | Włochy                                  | Portugalia                              | Japonia                                 | Australia                               |                                         | Pkt.                | Msc.                |
| 1993  | FA13B FA14 | Mugen-Honda MF351-HB 3.5 V10 | Derek Warwick        | 7                                       | 9                                       | NU                                      | NU                                      | 13                                      | NU                                      | 16                                      | 13                                      | 6                                       | 17                                      | 4                                       | NU                                      | NU                                      | 15                                      | 14                                      | 10                                      |                                         | 4                   | 9                   |
| 1993  | FA13B FA14 | Mugen-Honda MF351-HB 3.5 V10 | Aguri Suzuki         | NU                                      | NU                                      | NU                                      | 9                                       | 10                                      | NU                                      | 13                                      | 12                                      | NU                                      | NU                                      | NU                                      | NU                                      | NU                                      | NU                                      | NU                                      | 7                                       |                                         | 4                   | 9                   |
| 1994  |            |                              |                      | Brazylia                                |                                         | San Marino                              | Monako                                  | Hiszpania                               | Kanada                                  |                                         | Wielka Brytania                         | Niemcy                                  | Węgry                                   | Belgia                                  | Włochy                                  | Portugalia                              | Unia Europejska                         | Japonia                                 | Australia                               |                                         | Pkt.                | Msc.                |
| 1994  | FA15       | Ford HBE7/8 3.5 V8           | Christian Fittipaldi | NU                                      | 4                                       | 13                                      | NU                                      | NU                                      | DK                                      | 8                                       | 9                                       | 4                                       | 14                                      | NU                                      | NU                                      | 8                                       | 17                                      | 8                                       | 8                                       |                                         | 9                   | 9                   |
| 1994  | FA15       | Ford HBE7/8 3.5 V8           | Gianni Morbidelli    | NU                                      | NU                                      | NU                                      | NU                                      | NU                                      | NU                                      | NU                                      | NU                                      | 5                                       | NU                                      | 6                                       | NU                                      | 9                                       | 11                                      | NU                                      | NU                                      |                                         | 9                   | 9                   |
| 1995  |            |                              |                      | Brazylia                                | Argentyna                               | San Marino                              | Hiszpania                               | Monako                                  | Kanada                                  |                                         | Wielka Brytania                         | Niemcy                                  | Węgry                                   | Belgia                                  | Włochy                                  | Portugalia                              | Unia Europejska                         |                                         | Japonia                                 | Australia                               | Pkt.                | Msc.                |
| 1995  | FA16       | Hart 830 3.0 V8              | Gianni Morbidelli    | NU                                      | NU                                      | 13                                      | 11                                      | 9                                       | 6                                       | 14                                      |                                         |                                         |                                         |                                         |                                         |                                         |                                         | NU                                      | NU                                      | 3                                       | 5                   | 8                   |
| 1995  | FA16       | Hart 830 3.0 V8              | Massimiliano Papis   |                                         |                                         |                                         |                                         |                                         |                                         |                                         | NU                                      | NU                                      | NU                                      | NU                                      | 7                                       | NU                                      | 12                                      |                                         |                                         |                                         | 5                   | 8                   |
| 1995  | FA16       | Hart 830 3.0 V8              | Taki Inoue           | NU                                      | NU                                      | NU                                      | NU                                      | NU                                      | 9                                       | NU                                      | NU                                      | NU                                      | NU                                      | 12                                      | 8                                       | 15                                      | NU                                      | NU                                      | 12                                      | NU                                      | 5                   | 8                   |
| 1996  |            |                              |                      | Australia                               | Brazylia                                | Argentyna                               | Unia Europejska                         | San Marino                              | Monako                                  | Hiszpania                               | Kanada                                  | Francja                                 | Wielka Brytania                         | Niemcy                                  | Węgry                                   | Belgia                                  | Włochy                                  | Portugalia                              | Japonia                                 |                                         | Pkt.                | Msc.                |
| 1996  | FA17       | Hart 830 3.0 V8              | Ricardo Rosset       | 9                                       | NU                                      | NU                                      | 11                                      | NU                                      | NU                                      | NU                                      | NU                                      | 11                                      | NU                                      | 11                                      | 8                                       | 9                                       | NU                                      | 14                                      | 13                                      |                                         | 1                   | 9                   |
| 1996  | FA17       | Hart 830 3.0 V8              | Jos Verstappen       | NU                                      | NU                                      | 6                                       | NU                                      | NU                                      | NU                                      | NU                                      | NU                                      | NU                                      | 10                                      | NU                                      | NU                                      | NU                                      | 8                                       | NU                                      | 11                                      |                                         | 1                   | 9                   |

## Podsumowanie
| Ważne wyścigi     | Ważne wyścigi                                                           |
| ----------------- | ----------------------------------------------------------------------- |
| Debiut            | Grand Prix Stanów Zjednoczonych 1991 (#1, Michele Alboreto, Alex Caffi) |
| Pierwsze punkty   | Grand Prix Brazylii 1992 (#19, Michele Alboreto)                        |
| Pierwsze podium   | Grand Prix Australii 1995 (#81, Gianni Morbidelli)                      |
| Ostatni           | Grand Prix Japonii 1996 (#97, Ricardo Rosset, Jos Verstappen)           |
| Najwyższe pozycje |                                                                         |
| Kwalifikacje      | 6                                                                       |
| Wyścig            | 3                                                                       |